# 国連キャンパス
国連キャンパス（こくれんキャンパス、英語: UN-campus）は、ドイツのボンにある国際連合の事務所である。2006年7月に国連事務総長のコフィ―・アナンとアンゴラ・メルケル首相によって、旧議員会館ビルのランガー・オイゲンを中心として正式に設立された。2018年時点で約1000人のスタッフが雇用されている。

## 沿革
ドイツ再統一に伴いベルリンを首都と定めることが1991年6月20日に決議され、西ドイツの首都であったボンから連邦議会や多くの省庁などがベルリンに移転することとなった。その後1994年に「ドイツ統一の完成のための1991年6月20日の連邦議会決議の実施に関する法律」（ベルリン・ボン法）が制定された。ベルリン・ボン法ではボンを国連機関の集積地として発展させていくことが目的の1つとされ、連邦財務省が使用していたHaus Carstanjenが国連へと引き渡された。
2003年5月28日、旧議員会館であるランガー・オイゲンを恒久的な利用のために「国連キャンパス」として無償で貸すことが閣議決定された。ランガ―・オイゲンは大規模な改修がなされ、そのために約5000万ユーロ以上の費用が投じられた。そして2006年7月11日に国連事務総長のコフィ―・アナンとアンゴラ・メルケル首相が落成式に参加し、国連キャンパスとして正式に開設された。
連邦議会の議事堂であったAltes Abgeordnetenhochhausに大規模な改修がほどこされ、2013年7月15日に国連に引き渡された。Altes Abgeordnetenhochhausには気候変動枠組条約の事務局が入居している。
スタッフの数が大幅に増加してきたため、現状の施設では手狭となり敷地内に新たなオフィスビルの建設が計画された。新設するオフィスビルは2016年に起工式が執り行われ2020年に完成する予定である。

## 構成する機関
- 気候変動枠組条約事務局（UNFCCC）
- 国連砂漠化対処条約事務局（UNCCD）
- 国連ボランティア計画（UNV）
- SDGs action campaign
- 国際連合環境計画/移動性野生動物種の保全に関する条約事務局（UNEP/CMS）
- 国際連合環境計画/アフリカ・ユーラシア渡り性水鳥保全協定事務局（UNEP/AEWA）
- 国際連合環境計画/バルト海および北海における小型鯨類保全の保全に関する協定事務局（UNEP/ASCOBANS）
- 国際連合環境計画/欧州におけるコウモリの保全に関する協定事務局（UNEP/EUROBATS）
- 生物多様性及び生態系サービスに関する政府間プラットフォーム（IPBES）
- ユネスコ - 国際職業技術教育事業（UNESCO-UNEVOC）
- 国際連合大学 - 副学長欧州事務所（UNU-ViE）
- 国際連合大学 - 副学長欧州事務所 サステイナブル・サイクル・プログラム（UNU-ViE SCYCLE）
- 国際連合大学 - 環境・人間の安全保障研究所（UNU-EHS）
- 国連システム・スタッフ・カレッジ（UNSSC）
- 世界保健機関/欧州環境保健センター（WHO/ECEH）
- 国連国際防災戦略事務所（UNISDR）
- 国連防災緊急対応衛星情報プラットフォーム（UN-SPIDER）
- 国際連合工業開発機関　投資・技術移転促進事務所（UNIDO ITPO）
- 国連地域広報センター（UNRIC）